# کارنی، میشیگان
کارنی (به انگلیسی: Carney) یک روستا در ایالات متحده آمریکا است که در شهرستان منومینه، میشیگان واقع شده‌است. کارنی ۲٫۵۹ کیلومتر مربع مساحت و ۱۹۲ نفر جمعیت دارد و ۲۴۳ متر بالاتر از سطح دریا واقع شده‌است.